# Plademunt
Plademunt és un veïnat al nord del municipi de la Cellera de Ter a la comarca de la Selva al marge del Brugent. En el cens de 2006 tenia 80 habitants, en el de 2013 amb 74.

## Monuments llistats
- Vinyoles d'Avall
- Vinyoles d'Amunt